# Kubyauk-gyi
Le Kubyauk-gyi (monument no 1323) est un temple localisé au nord du village de Myinkaba qui se trouve au sud de la vieille ville de Bagan en Birmanie. Il appartient à cette phase d’intensif mécénat royal qui caractérise le règne de Kyanzittha, les autres monuments du règne (1084-1112) étant distribués à l’Est (Ananda) ou au Sud de la vieille ville de Bagan (Abeyadana, Nagayon).
Il s’agit d’un temple ou gu construit par le prince Rājakumār ((en)) au nom de son père Kyanzittha, comme le rapporte l’inscription de Myazedi en quatre langues qui fait référence au règne de ce dernier. Cette épigraphe est gravée sur les quatre faces de deux piliers de plan carré découverts au pied du stūpa Mya-zedi érigé juste à l’est du temple et qui appartient au même ensemble architectural (monument no 1320). L’inscription rapporte aussi que Rājakumār (en) fit réaliser en l’honneur de son père malade une image en or du Bouddha pour laquelle le Kubyauk-gyi, ayant un pinacle en or, fut construit, probablement terminé en l’an 1113 de notre ère. Bien évidemment, l’image se trouvant dans le sanctuaire n’est pas cette œuvre, ayant été réalisée selon la tradition généralisée à Pagan de l’image construite en briques pour être ensuite stuquée et peinte. Le monument est à juste titre célébré pour la qualité de ses peintures murales qui furent rénovées par l’UNESCO.

## Architecture
Construit sur une plateforme, le monument s’ouvre à l’est ; son plan présente un porche précédant un large vestibule réuni au corps principal du monument par un étroit passage qui s’ouvre sur un couloir tournant autour du sanctuaire et permettant la circumambulation. Le sanctuaire comporte une image du Bouddha assis les jambes croisées dans la position dite du lotus et présentant le geste d’effleurement de la terre effectué au moment où Gautama devint « buddha »’ ou « éveillé ». L’image construite en briques, et ensuite stuquée et peinte, est érigée sur un haut piédestal. Des niches sont creusées dans les murs, abritant des images sculptées en pierre et rapportées du Bouddha. Le mur intérieur du déambulatoire comporte aussi une série de vingt-huit niches dans lesquelles étaient insérées les images des vingt-huit Bouddha du passé : toutes ces images étaient identiques et les montraient à l’instant de leur Éveil. Neuf fenêtres sont distribuées dans les murs extérieurs du couloir.
La hauteur du monument croît progressivement depuis le porche jusqu’au śikhara, la tour qui surmonte le sanctuaire. De même, le monument s’élargit progressivement du porche vers le corps de bâtiment abritant le sanctuaire. Des sanctuaires miniaturisés ayant forme de tourelles sont construits au niveau de la toiture aux angles du sanctuaire et aux angles du vestibule à toit plat. Un sanctuaire légèrement plus grand est également construit au-dessus de la partie arrière du vestibule. Une série de retraits écrasés assume la transition entre le mur extérieur du sanctuaire et la base de la tour.

## Ornementation stuquée
Les murs de façade sont stuqués ; les fenêtres ajourées (ou transennes) sont surmontées d’un tympan pris dans un arc polylobé surmonté de languettes et posé à l’avant-plan d’un fronton figurant une toiture pyramidale. Ces murs comportent une ornementation hautement symbolique. Une frise de visages monstrueux crachant une guirlande perlée court sous la corniche : ces visages inspirés d’une face léonine ont une évidente fonction apotropaïque. L’ornementation est complétée par une frise de motifs triangulaires ornant la partie inférieure du mur, deux frises de pétales de lotus, symboles de pureté, marquant les limites supérieure et inférieure du mur et par des pilastres couvrant les angles du monument et dont la fonction toute symbolique est de soutenir la toiture du monument. Les encadrements de portes et fenêtres dans le vestibule sont également rehaussés d’une ornementation stuquée analogue à celle relevée sur les murs de façade. Deux Bodhisattvas réalisés en stuc, aujourd’hui fort abîmés, se tenaient debout dans des niches peu profondes de part et d’autre du passage du vestibule vers le déambulatoire.

## Ornementation picturale
Les parois latérales de la porte d’entrée sont ornées de deux grands Bodhisattvas à dix bras et présentant des attributs variés dont la fonction évidente et symbolique est de protéger l’entrée du monument. Comme la plus grande partie de l’ornementation peinte du vestibule et qui était essentiellement concernée par l’illustration de dons faits envers les moines, ils ont aujourd’hui disparu, seules demeurent leurs silhouettes. Particulièrement bien préservés, deux Bodhisattvas à forme humaine de fort grandes dimensions (ils mesurent près de trois mètres de haut) se font face dans le passage entre le vestibule et le déambulatoire deux autres Bodhisattvas à quatorze bras peints sur une large auréole rouge flanquent l’accès au sanctuaire.
Le programme pictural qui recouvre entièrement les murs du déambulatoire et du sanctuaire constitue un des ensembles les plus élaborés de Bagan, illustrant des thèmes bouddhiques développés dans plusieurs sources littéraires. Les scènes ou histoires retenues sont représentées dans des panneaux quadrangulaires posés côte à côte et sur plusieurs bandeaux horizontaux superposés. Toutes sont légendées, ce qui permet une identification certaine. Selon le texte illustré, et selon donc aussi le nombre d’histoires à illustrer, ces panneaux sont de tailles différentes :
- - La vie du Bouddha, inspirée de la Nidānakathā (en), figurée dans le rang supérieur des murs extérieurs (rang 1 ; 43 panneaux)[8]. La plus grande partie du programme concerne la phase de son existence précédant l’Éveil.
- - Illustration de suttas (sūtras) du Dīgha Nikāya couvrant le second rang à partir du haut des murs extérieurs (rang 2 ; 39 panneaux)[9].
- - 547 vies antérieures du Bouddha (jātakas) sont ensuite illustrées sur sept rangs superposés (rangs 3-9 ; 547 panneaux)[10].
- - Le rang inférieur (rang 10 ; 26 panneaux) illustre des événements réels ou mythiques extraits du Mahāvaṃsa et rattachés à l’histoire du Sri Lanka et de l’Inde ou à l’histoire de la communauté bouddhique[11]. D’autres épisodes historiques sont dépeints dans le court couloir d’accès au sanctuaire, concernant par exemple Aśoka et Devānaṃpiyatissa (en), souverain du Sri Lanka (31 panneaux)[12].
- - Les sermons du Bouddha concernés par les règles de vie de la communauté des moines ou Vinaya sont illustrés dans le rang supérieur courant sur le mur intérieur du déambulatoire (14 panneaux)[13].
- - Le second rang du mur intérieur est consacré l’illustration de la vie du Bouddha après qu’il eut atteint l’Éveil à Bodhgaya (20 grands panneaux)[14].
- - Sur le mur occidental et sur toute la hauteur des deux rangs, l’armée de Māra est dépeinte en deux grands panneaux symétriques autour d’une niche centrale, un programme également observés dans l’Abeyadana.
- - Le mur intérieur comporte par-dessus les vingt-huit niches réservées aux images de Bouddhas du passé la représentation des arbres sous lesquels ces derniers atteignirent l’Éveil. D’une certaine façon, ce thème des Bouddha du passé, ayant tous rencontré le futur Bouddha historique au cours de certaines de ses vies antérieures et lui ayant prédit son avenir, fait écho à la présence des jātakas sur le mur extérieur.

La représentation d’épisodes extraits du Mahāvaṃsa atteste donc du lien alors existant entre les monastères bouddhiques de Bagan et du Sri Lanka tandis que l’illustration d’évènements présentant Aśoka indique le choix délibéré de s’inscrire dans la tradition du pouvoir royal bienfaiteur de la communauté des moines. La représentation dans le vestibule d’histoires mettant en scène des offrandes ou dons faits à la communauté par des fidèles alors que le programme du déambulatoire et du sanctuaire est entièrement voué à l’histoire du Bouddha reflète une claire division de l’espace sacré entre le monde des clercs et celui des laïcs.

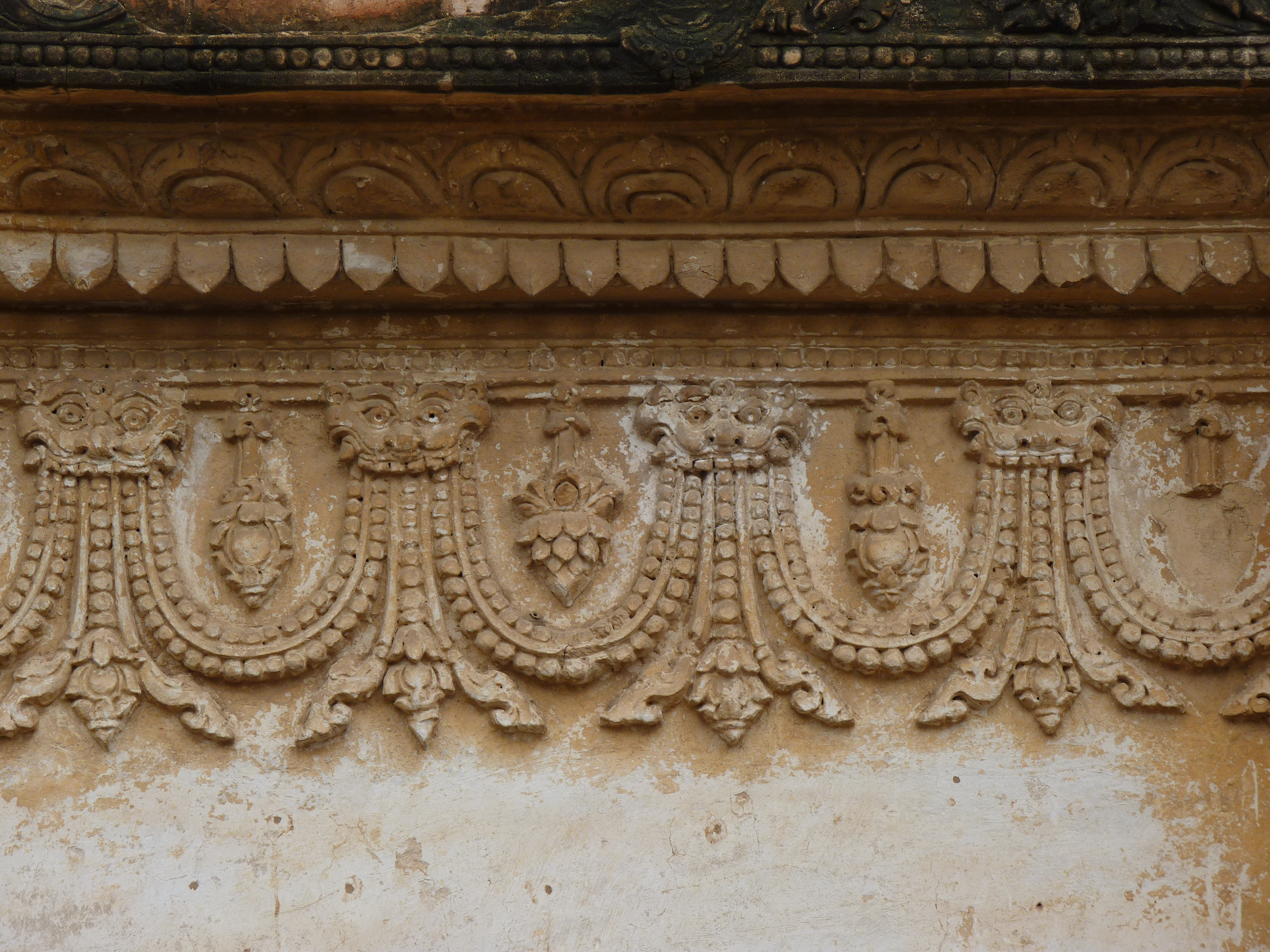
Faces monstrueuses apotropaïques crachant des anses perlées
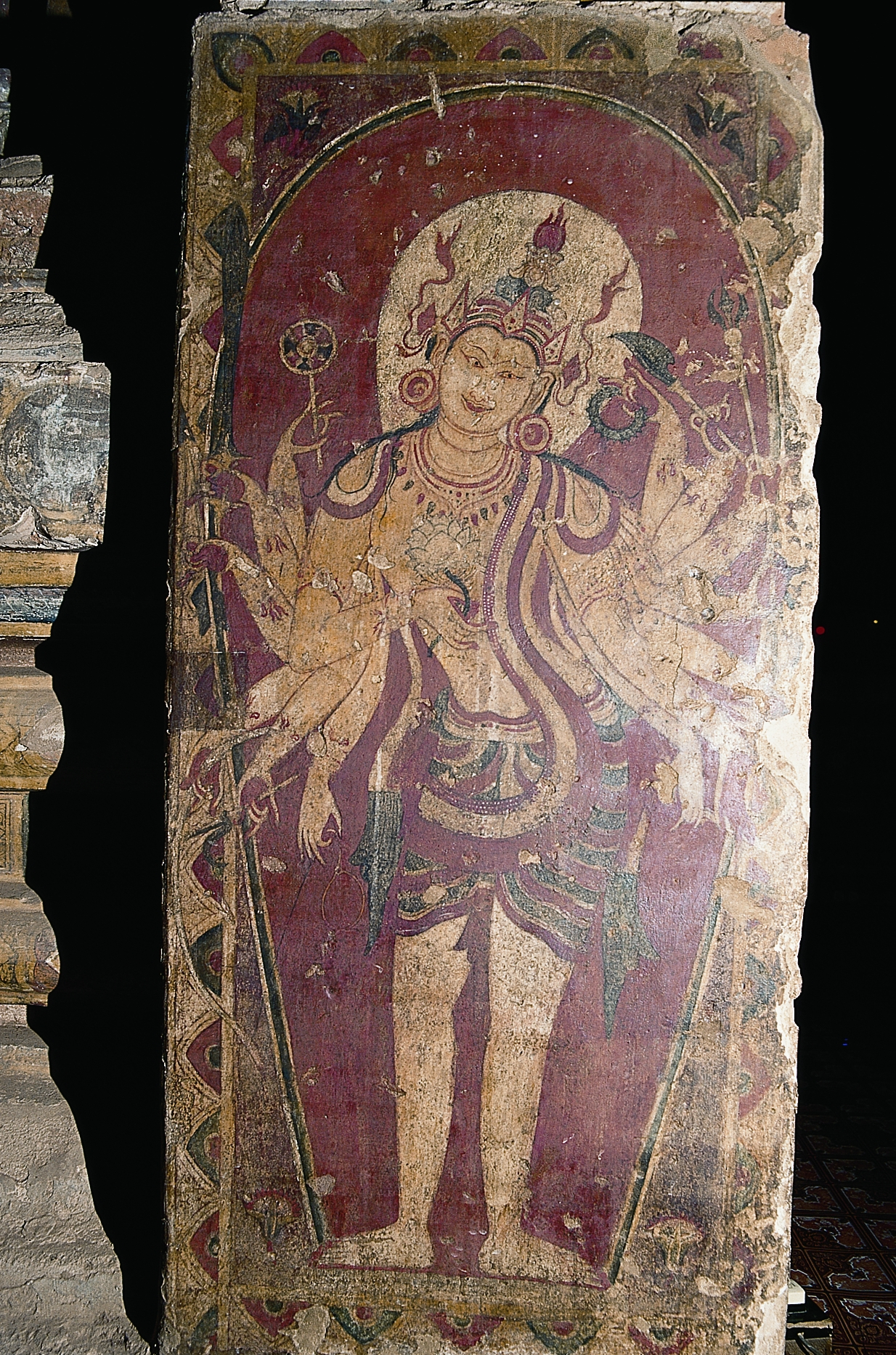
Bodhisattva flanquant le passage vers le sanctuaire, mur intérieur du déambulatoire
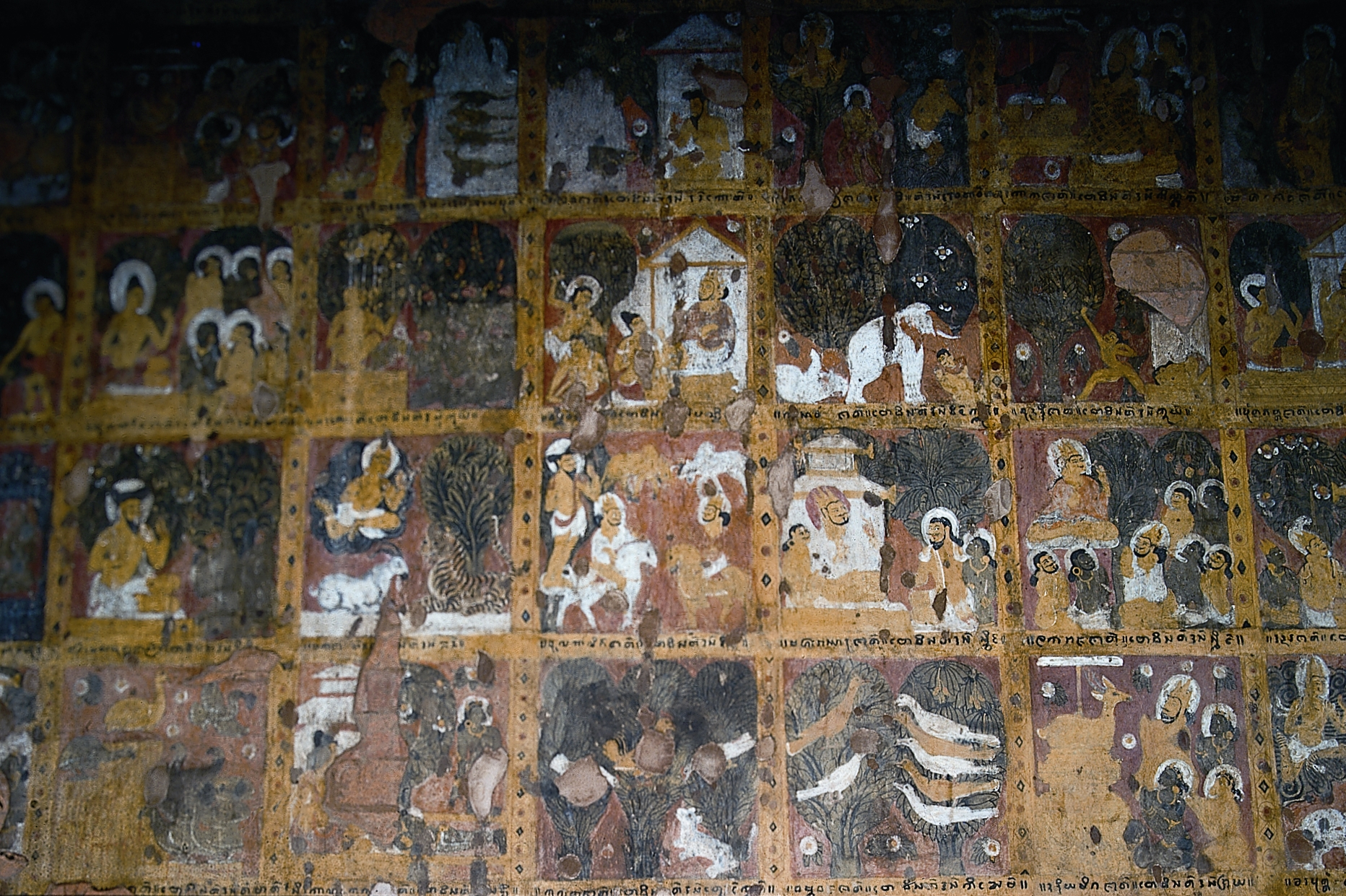
Jātakas peints sur le mur extérieur du déambulatoire
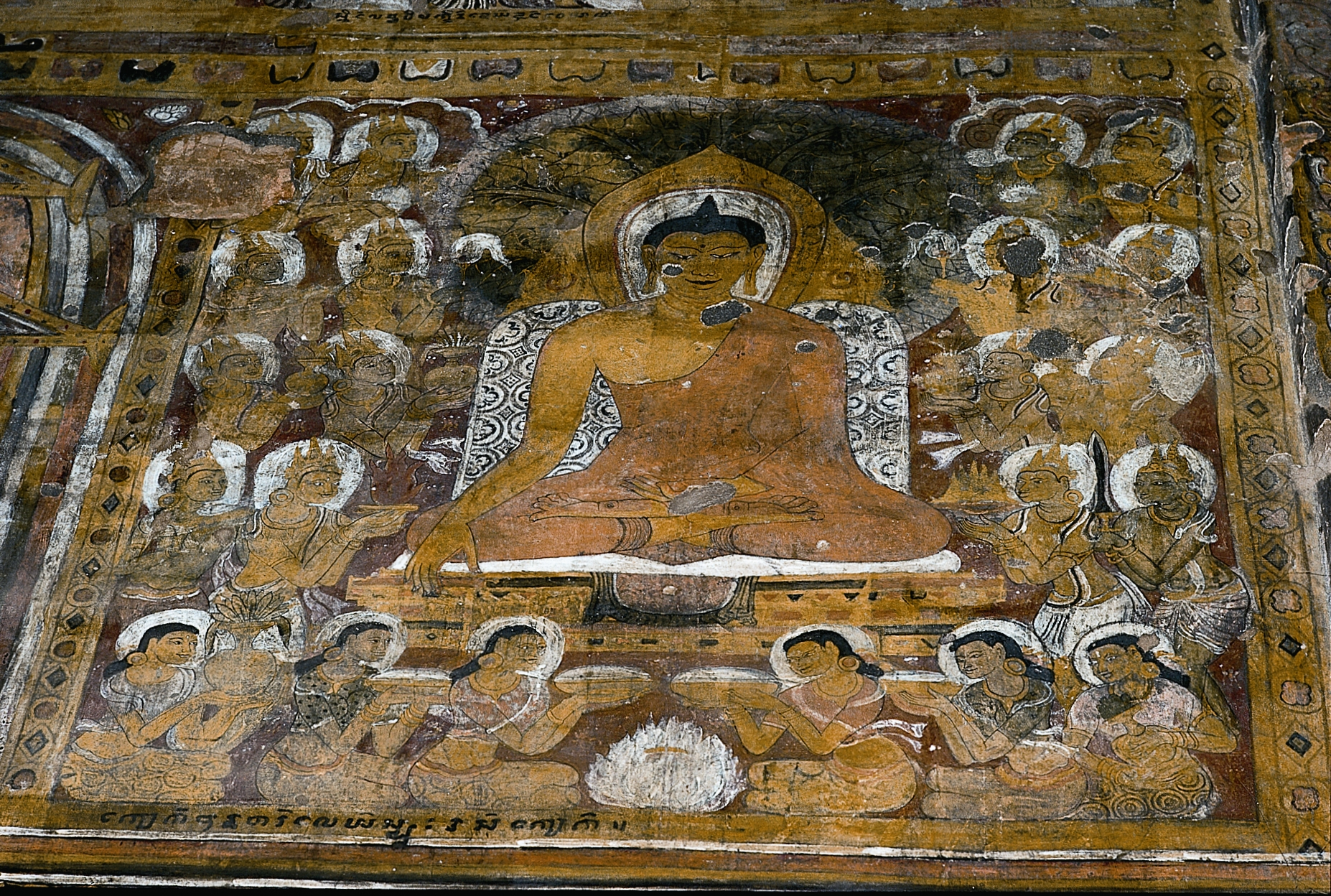
Le dernier repas avant l'Éveil, peinture sur le mur intérieur du déambulatoire